# Covenant (groupe)
Pour les articles homonymes, voir Covenant.
Covenant est un groupe suédois de musique électronique, originaire de Helsingborg. Covenant est principalement associé à un courant musical électronique de type futurepop, synthpop et EBM.

## Biographie

### Débuts (1990–1993)
Le groupe est composé de trois membres originaires de Helsingborg, en Suède, Eskil Simonsson (chant, musique), Joakim Montelius (textes et claviers) et Clas Nachmanson (claviers et samples). Des valeurs communes basées sur la musique synthétique, mais aussi sur des sujets d'ordres philosophiques ou spirituels vont réunir ces trois jeunes gens pour former ce groupe dont le nom symbolise en lui-même cette alliance (Covenant signifie en anglais un engagement solennel, il a aussi une connotation religieuse exprimant une alliance sacrée).
Leurs paroles sont écrites en anglais et chantées par la voix claire et suave d'Eskil Simonsson qui donne à leurs chansons une certaine profondeur romantique ou robotique selon les titres. Leur style musical est technologique, futuriste, expérimentale, parfois répétitive ou hypnotique, elle s'adapte et change au fil de leurs albums. L'une de leurs chansons, Ritual Noise, décrit leur vision de la musique avec ces quelques mots : « Nous faisons un bruit rituel, nous tissons l'étoffe des rêves, nous bâtissons des cités de sons, nous ressentons le rythme du temps. » En plus de leurs musiques, ils affichent une image soignée et élégante : costumes, cravates, chemises, gilets, chapeaux et look stylés.

### Dreams of a Cryotank(1994–1995)
Animés par la même passion commune des synthétiseurs et de la musique électronique, ils seront d'abord influencés par les ténors des années 1980 (Depeche Mode, Thompson Twins, The Human League, Kraftwerk) ainsi que par les pionniers de l'EBM comme Front 242 ou Nitzer Ebb. Ce groupe d'étudiants commence par expérimenter leur musique électronique dans une cave et sont remarqués par le label suédois Memento Materia qui les invite à participer à une compilation. Le groupe improvise un studio de fortune dans la chambre d'étudiant de Nachmanson et produisent leur premier titre The Replicant.
Encouragé par le label, le trio prend au sérieux la tâche, déménage dans un studio, s'équipe et compose assez de chansons pour sortir en 1994 leur premier album : Dreams of a Cryotank. Accueilli avec un certain succès, le titre Theremin devient un classique du genre EBM dans les clubs.

### Sequencer(1996–1997)
À la demande du label Off-Beat Records, le groupe participe en 1995 à un festival en Allemagne. Intéressé par leur musique, ils signent rapidement un contrat avec cette maison de disques allemande. L'équipe s'active, mettant définitivement les études de côté, et se dévouant corps et âme à la tâche pour produire en 1996 leur deuxième album : Sequencer. Deux singles, Stalker et Figurehead, seront extraits de cet album et acquerront une grande notoriété auprès des DJs et du public électronique underground. L'album reste un classique du genre de la scène electro-EBM. Épuisé, il est plus tard réédité sous le nom de Sequencer : Beta.
Leur circuit de distribution s'élargit jusqu'aux États-Unis grâce à un contrat passé avec le label 21st Circuitry. Une version spéciale américaine du single Theremin sera éditée en 1997 et une tournée débute en Europe (Allemagne, Belgique, Danemark, Norvège, Royaume-Uni) en première partie de groupes comme Steril ou Haujobb, pour se terminer aux États-Unis et au Canada.

### Europa(1998–1999)
Un tournant marquant de la carrière de Covenant s'opère avec la sortie en 1998 de l'album Europa. Truffé de rythmes soutenus, d'électroniques extravagantes et de refrains accrocheurs, le groupe séduit à nouveau ses fans mais élargit aussi son public. Deux singles sont extraits de cet album, le très dansant Final Man et le très synthpop (limite dark) Go Film. Le groupe entame une tournée en Europe et aux États-Unis, mais cette fois-ci en tête d'affiche. Ils jouent notamment avec un autre groupe montant du moment, VNV Nation.
L'année 1999 se place sous le signe du changement de maison de disques. Le label Off-Beat disparaît au profit d'un nouveau label allemand : Dependent Records, sur lequel Covenant migre. En Suède, ils quittent leur label d'origine, Memento Materia, pour SubSpace Communications. Enfin aux US, le label 21st Circuitry cesse son activité, et c'est le label Metropolis Records qui prend le relais.

### United States of Mind(2000–2001)
La tendance synthpop, qui faisait son apparition sur les précédents albums, se concrétise avec ce quatrième album : United States of Mind. Ce disque propulse littéralement le groupe à un niveau supérieur, et l'album deviendra une référence du genre musical. De nombreuses chansons vont marquer les esprits. À commencer par Like Tears in Rain dont le groupe aura le privilège d'avoir une version spéciale chantée intégralement dans leur langue, Der Leiermann, dont les paroles puisent leurs origines dans un poème de Wilhelm Müller.
Sortiront également le single Tour de Force  (dont un passage rappelle le titre Fade to Grey de Visage) et le très puissant et ravageur single Dead Stars, très apprécié dans les clubs à l'époque et encore de nos jours.
Les autres chansons sont tout aussi remarquables et donnent à cet album tous ses titres de noblesse : Humility, One World One Sky, Unforgiven, No Man's Land, Afterhours. À la suite de cela, un album live appelé Synergy retracera la tournée européenne qui suivra.

### Northern Light(2002–2005)

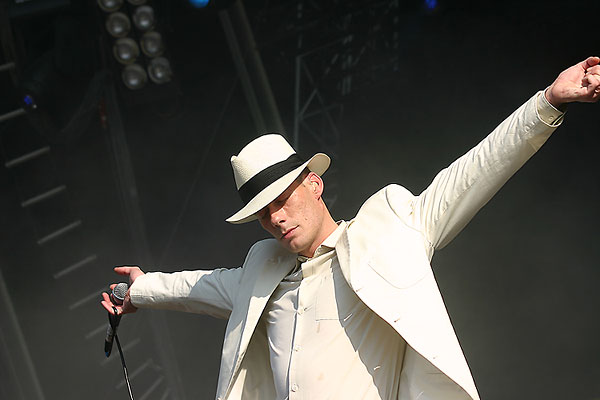
Eskil Simonsson, lors d'un concert en 2004.

Retour à une ambiance plus sombre et froide pour ce cinquième opus qui porte bien son nom : Northern Light. Malgré la froideur de l'album et la mélancolie qui s'en dégage, Call the Ship to the Port et Bullet sont portés à la lumière pour être remixés et publiées en tant que single. We Stand Alone, titre moins mis en avant, sera néanmoins très bien programmé dans les clubs. On notera aussi We Want Revolution, un autre single extrait de l'album. Véritable machine à produire des hits et des titres qui marquent, Covenant inscrit, là encore, son empreinte dans cet univers musical.
C'est avec des moyens importants et avec un nouveau label, Ka2, filiale de Sony Music, que la production de l'album s'opère. Pour la première fois, le groupe investit dans le tournage d'un clip vidéo, celui de la chanson Bullet. Mais, plus tard, à la suite d'un changement d'organisation et d'orientation, Sony retire ses billes[Quoi ?] de Ka2 et le label fermera ses portes. Finalement, l'album promu à un grand succès se voit quelque peu coupé dans son élan à cause de ces soucis de maison de disques. Devenu orphelin, Covenant signe avec le label allemand SPV/Synthetic Symphony.
Quatre ans s'écoulent entre Northern Light et l'album suivant, mais ce n'est pas pour autant qu'il ne s'est rien passé dans la vie du trio suédois. Comme il est de coutume, l'album est accompagné d'une énorme tournée couvrant l'Europe, l'Amérique du Nord, mais aussi, et pour la première fois, l'Australie. Ils participeront à de nombreux festivals et leurs prestations seront très appréciées au M'era Luna et au Wave-Gotik-Treffen. En plus de cette importante tournée, les membres du groupe vont se consacrer à des projets personnels. Joakim Montelius travaille avec Ronan Harris de VNV Nation sur un projet nommé Hz. L'idée étant de réinterpréter des œuvres classiques en utilisant des moyens électroniques. À la suite de problèmes techniques rencontrés lors du concert au Bachfestival de Leipzig, le projet restera sans suite.
En 2003, Joakim participe également avec Ronan Harris à la chanson Forever sur l'album Bruderschaft et dont tous les profits vont en faveur de la lutte contre le cancer. Cette chanson est à l'initiative du DJ Rexx Arkana (paroles) et d'un collectif d'artistes composé de Sebastian Komor d'Icon of Coil (programmation, production), de Stephan Groth d'Apoptygma Berzerk (chants en arrière-plan), de Ronan Harris (VNV Nation) pour le chant principal et de Joakim Montelius (samples, loops). Malgré cela, le groupe continue à travailler ensemble, même si les distances ne facilitent pas toujours la tâche : Montelius habitera à Barcelone, Simonsson à Berlin et Nachmanson à Helsingborg.

### Skyshaper(2006–2010)
Après la longue tournée de Northern Light, le trio retrouve le chemin des studios à Berlin et Helsingborg pour façonner pendant près de 14 mois leur sixième album, Skyshaper. Sorti en mars 2006 chez Synthetic Symphony, cet album, confirme encore leur statut de figure de proue de la scène futurepop avec une nouvelle fois un nombre important de tubes et de hits mélangés à des chansons plus personnelles qui font de l'album une mixture surprenante et de qualité. Mises en avant, les chansons Ritual Noise et Brave New World sortent sous forme de singles, accompagnés de leurs remixes. Sont présents aussi les morceaux The Men, 20Hz ou Pulse qui sont des tubes en puissance (20 Hz est utilisé dans le jeu Xbox 360 Project Gotham Racing 3). Au détour de ces hits, l'album comprend aussi le robotique Sweet and Salty, le décalé Happy Men, et les mélancoliques et orchestrales Greater than the Sun et The World is Growing Loud.
Avant la sortie de l'album, le groupe tourne déjà en Europe. Il prolonge cette tournée par les États-Unis, et effectue un crochet dans les pays de l'Est et la Russie. Entre-temps, en 2007, Daniel Myer du groupe Haujobb remplace Clas Nachmanson pour la tournée. Ami de longue date, Daniel était un choix évident pour remplacer Clas. Ce remplacement provisoire, s'avère depuis lors définitif. En octobre 2007, finissant leur longue tournée entamée 18 mois plus tôt, Covenant sort un DVD In Transit qui grave à jamais ces nombreux mois passés sur les routes. Ce film suit le groupe tout au long de cette tournée géante.

### Nouveaux albums (depuis 2011)
Covenant présente en janvier 2011 son nouvel album intitulé Modern Ruin. Le premier single, déjà paru en 2010, s'intitule Lightbringer.
En septembre 2013 sort l´album Leaving Babylon. Cet album sort après le départ de Daniel Myer qui a tout de même co-écrit certaines chansons de l'album.

## Discographie

### Albums studio
- 1994 : Dreams of a Cryotank
- 1996 : Sequencer
- 1997 : Sequencer : Beta (édité en juillet 1999 aux US)
- 1998 : Europa
- 2000 : United States of Mind
- 2002 : Northern Light
- 2006 : Skyshaper
- 2011 : Modern Ruin
- 2013 : Leaving Babylon
- 2016 : The Blinding Dark

### Album live
- 2000 : Synergy
- 2007 : In Transit

### Singles et EP
- 1994 : Theremin (Club Remix) (Dreams of Cryotank)
- 1994 : Replicant (Dreams of Cryotank)
- 1994 : Speed (club remix) (Dreams of Cryotank)
- 1996 : Figurehead (Sequencer)
- 1996 : Stalker (Club Remix)' (Sequencer)
- 1998 : Final Man (Europa)
- 1998 : Tension (Europa)
- 1998 : Go Film (Europa)
- 1999 : Tour de Force (United States of Mind)
- 2000 : Dead Stars (United States of Mind)
- 2000 : Like Tears in the Rain (United States of Mind)
- 2002 : Call the Ships to Port (Nothern Light)
- 2003 : Bullet (Nothern Light)
- 2004 : We Stand Alone (Nothern Light)
- 2004 : Monochrome (Nothern Light)
- 2006 : Ritual Noise (Skyshaper)
- 2006 : Brave New World (Skyshaper)
- 2006 : Pulse (Skyshaper)
- 2007 : Happy Man (Skyshaper)
- 2010 : Lightbringer (feat. Necro Facility) (Modern Ruin)
- 2011 : Judje of My Domain  (Modern Ruin)
- 2011 : The Beauty and the Grace  (Modern Ruin)